# Grande reset
Grande reinicialização (em inglês, The Great Reset ou The Grand Reset)  foi a 50ª reunião anual do Fórum Económico Mundial (WEF), realizada em junho de 2020. Reuniu altos líderes empresariais e políticos, convocados por Charles, Príncipe de Gales e pelo diretor do Fórum, Klaus Martin Schwab, para tratar do tema da reconstrução da sociedade e da economia de forma mais sustentável, após a pandemia de COVID-19.
Klaus Schwab, que fundou no Fórum em 1971 e é atualmente seu CEO, descreveu três componentes centrais do Grand Reset. O primeiro envolve a criação de condições para uma "economia de partes interessadas"; o segundo inclui a construção mais "resiliente, equitativa e sustentável", baseada em parâmetros ambientais, sociais e de governança, e  que incorporaria mais projetos de infraestrutura pública verde; o terceiro componente é "aproveitar as inovações da Quarta Revolução Industrial" para o bem público. 
Já a diretora do Fundo Monetário Internacional, Kristalina Gueorgieva, em seu discurso de abertura dos diálogos,  listou três aspectos-chave da resposta sustentável: crescimento verde, crescimento mais inteligente e crescimento mais justo.
Um discurso do Príncipe Charles no evento de lançamento do Great Reset, listou áreas-chave de ação — semelhantes àquelas enumeradas em sua Iniciativa de Mercados Sustentáveis, apresentada em janeiro de 2020 — que incluíram o fortalecimento da ciência, tecnologia e inovação, um movimento em direção à transição para emissões líquidas de carbono iguais a zero (globalmente), a introdução do preço do carbono, a reinvenção de estruturas de incentivo de longo prazo, o reequilíbrio dos investimentos para incluir mais investimentos verdes e o incentivo a projetos de infraestrutura pública verde.
O anúncio do tema do 50.º Encontro Anual do Fórum Econômico Mundial foi feito em Davos, aos líderes globais presentes ou conectados on-line a uma rede de múltiplas partes interessadas, em 400 cidades do mundo. O Great Reset também foi definido como tema principal da cúpula do Fórum 2021, no mês de maio, em Lucerna.
De acordo com The New York Times, BBC, The Guardian, Le Devoir e Radio Canada, teorias de conspiração “sem fundamento” difundidas por grupos americanos de extrema-direita ligados à QAnon, ressurgiram no início do fórum do Grand Reset e ganharam corpo à medida que líderes, como o recém-eleito Presidente dos EUA, Joe Biden, e o Primeiro-ministro canadense Justin Trudeau incorporaram aos seus discursos ideias baseadas em um reset.

## Teoria conspiratória
Segundo uma “teoria da conspiração” baizuo, o Grand Reset seria usado para introduzir mudanças políticas de caráter totalitário, dentro da chamada Nova Ordem Mundial, após a eleição de Joe Biden.
Em novembro de 2020, o documentário conspiracionista francês Hold-up, de Pierre Barnérias, que teve uma difusão viral, lançou a hipótese segundo a qual o Great Reset constituiria um plano mundial de controle, manipulação e destruição da população, com base na pandemia de Covid-19 e no 5G.
Segundo essa teoria, “elites financeiras” e os dirigentes mundiais planejaram uma pandemia, deixando deliberadamente o coronavírus se espalhar a fim de criar as condições necessárias a uma reestruturação política do mundo. Tal alegação se baseia nas palavras do diretor do Fórum Econômico Mundial, Klaus Schwab: “a crise do Covid-19 representa uma grande oportunidade para reformar o sistema”, que ele explica também em seu livro A Quarta Revolução Industrial. Segundo a teoria da conspiração, o principal objetivo da Grande Reinicialização seria assumir o controle político e econômico mundial, instaurando um regime totalitário marxista e, por extensão, a  Nova Ordem Mundial.
Ainda de acordo com a “teoria”, tal regime aboliria a propriedade privada e os direitos de propriedade, mandaria os militares ocuparem as cidades, impondo a vacinação obrigatória, e criaria campos de isolamento para as pessoas que se opusessem a isso.
Entre os exemplos que, segundo os partidários dessa “teoria”, provam a existência de um complô, são citados: um artigo do WEF, de 2016, que descreve a vida em 2030; o slogan da campanha de Joe Biden, Build Back Better ('Reconstruir melhor'), e o discurso do primeiro-ministro canadense, Justin Trudeau, em 20 de setembro de 2020. De acordo com The Daily Dot, trata-se apenas de um discurso ilustrativo de como criar um mundo mais justo e sustentável .
Em algumas variantes da teoria, Donald Trump seria o único líder mundial capaz de impedir esse projeto  de se realizar — argumento contido num vídeo de agosto de 2020 e que foi visualizado mais de 3 milhões de vezes.
Outras assinalam também a transferência do centro de gravidade geoestratégico-geoeconômico do planeta para o eixo eurasiático, depois de mais de dois séculos de domínio do eixo transatlântico.